# Julio César Salcedo Aquino
Julio César Salcedo Aquino MJ (Cidade do México, México, 12 de abril de 1951) é um religioso mexicano e bispo católico romano de Tlaxcala.
Julio César Salcedo Aquino ingressou na Congregação dos Missionários de São José e recebeu o Sacramento da Ordem em 17 de julho de 1976. De 2009 a 2015, Salcedo Aquino foi Superior Geral dos Missionários de São José.
Em 15 de junho de 2017, o Papa Francisco o nomeou Bispo de Tlaxcala. O arcebispo Franco Coppola, núncio apostólico no México, o consagrou bispo em 30 de agosto do mesmo ano em Tlaxcala. Os co-consagradores foram o Arcebispo de Puebla de los Ángeles, Victor Sánchez Espinosa, e o Bispo de Ciudad Valles, Roberto Octavio Balmori Cinta MJ.